# Hradešice
Hradešice (en allemand : Radeschitz, précédemment : Hradeschitz) est une commune du district de Klatovy, dans la région de Plzeň, en République tchèque. Sa population s'élevait à 426 habitants en 2021.

## Géographie
Hradešice se trouve à 24 km à l'est-sud-est de Klatovy, à 49 km au sud-sud-est de Plzeň et à 104 km au sud-ouest de Prague.
La commune est limitée par Nalžovské Hory à l'ouest et au nord, par Břežany et Malý Bor à l'est, et par Rabí et Budětice au sud.

## Histoire
La première mention écrite de la localité date de 1360.

## Patrimoine

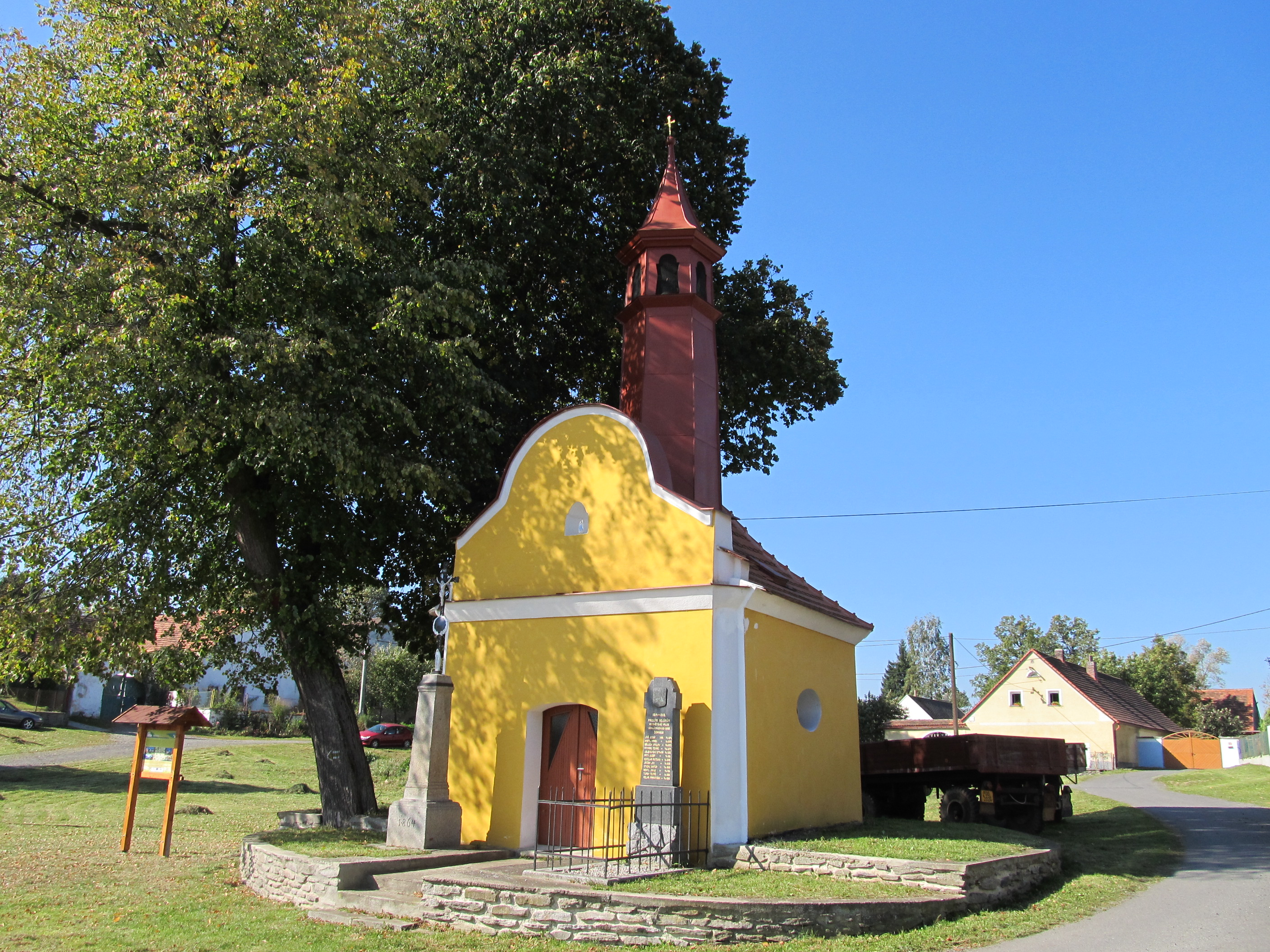
Černíč : chapelle Saint-Martin.
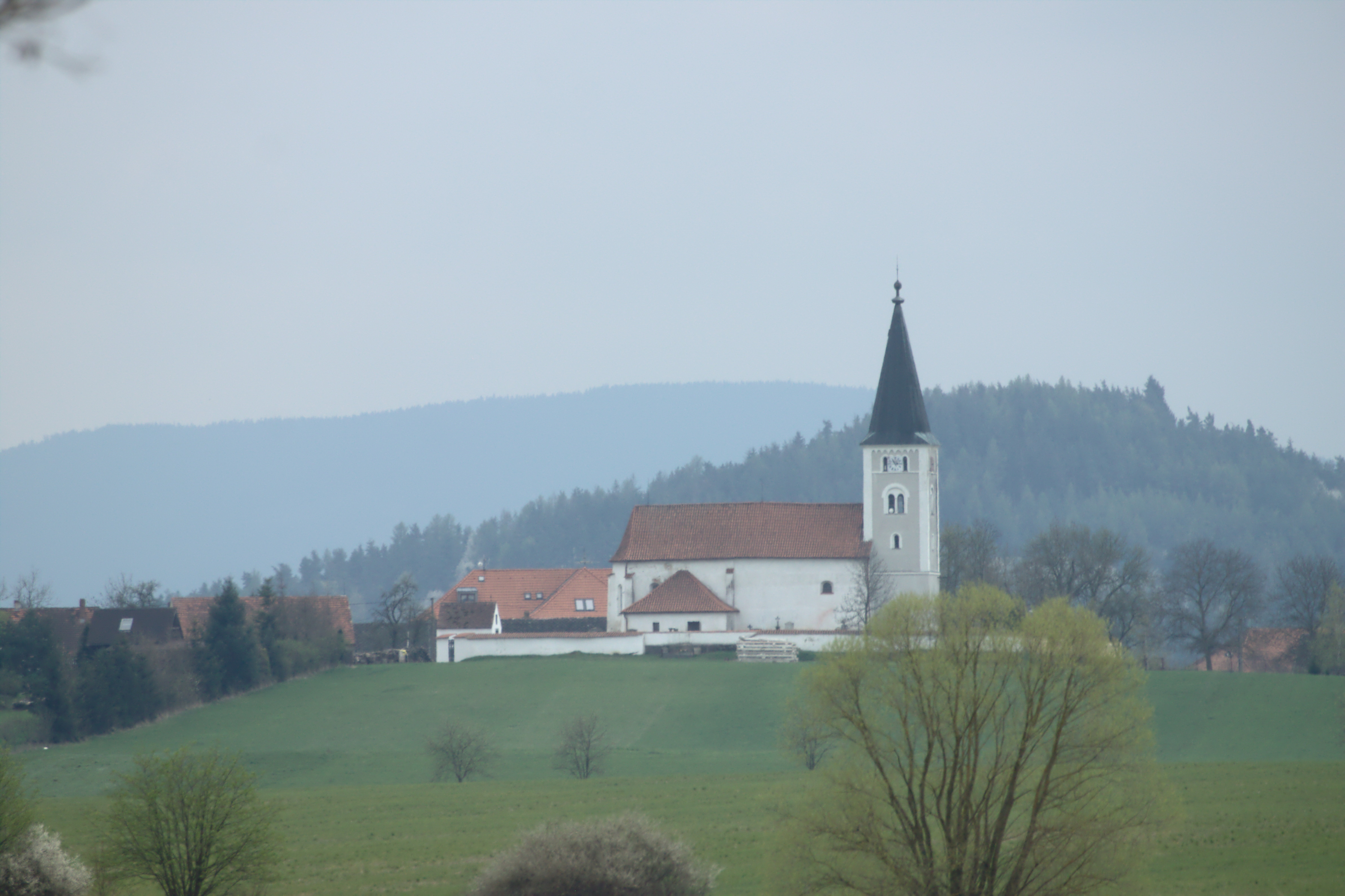
Église de Smrkovec.

## Administration
La commune se compose de trois quartiers :
- Černíč
- Hradešice
- Smrkovec

## Transports
Par la route, Hrádek se trouve à 8 km de Horažďovice, à 26 km de Klatovy, à 60 km de Plzeň et à 121 km de Prague.